# Tricia Helfer

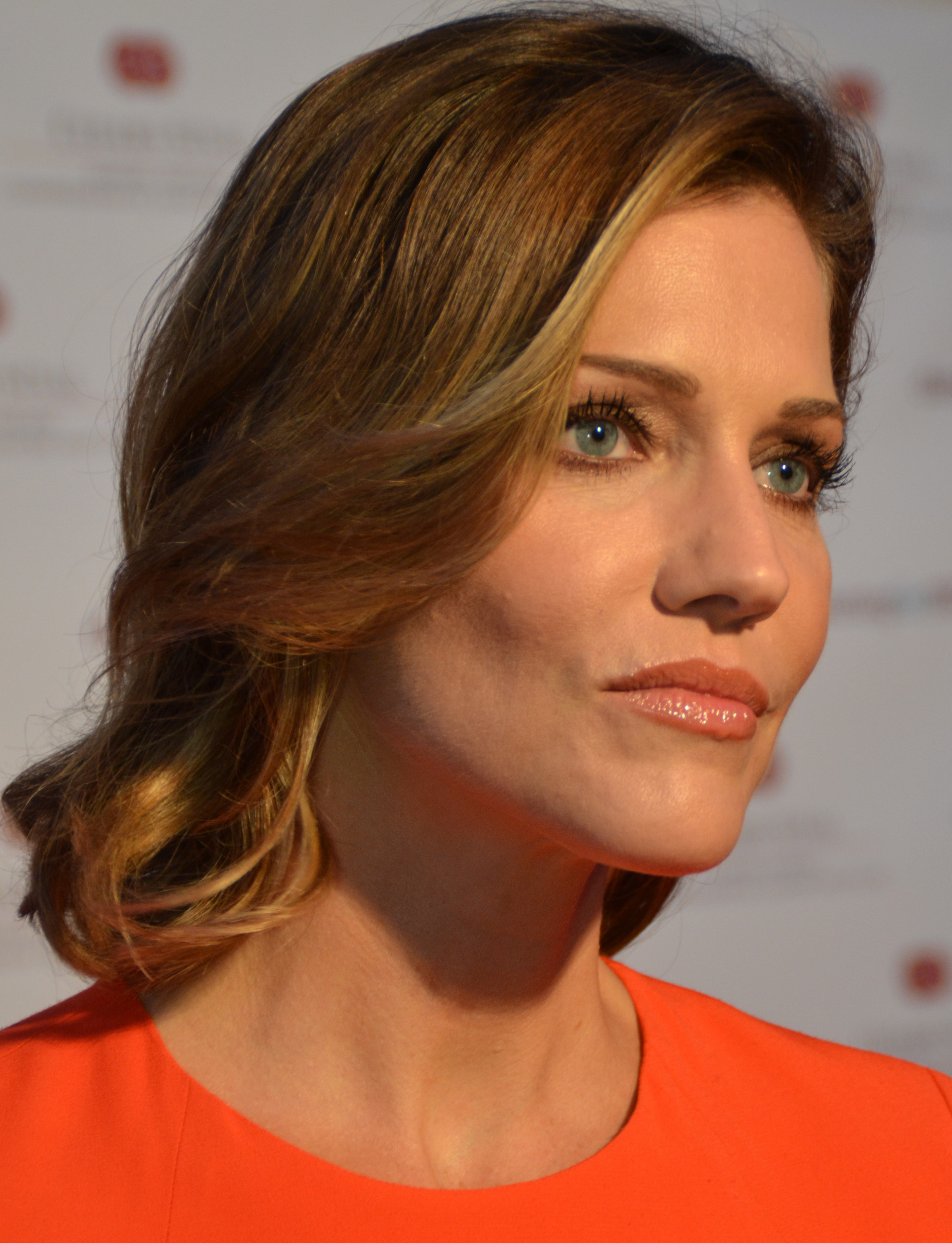
Tricia Helfer (2014)

Tricia Helfer (* 11. April 1974 in Donalda, Alberta) ist eine kanadische Schauspielerin und ehemaliges Model. Sie wurde mit der Rolle der Zylonin Nummer Sechs in der Fernsehserie Battlestar Galactica bekannt.

## Leben
Tricia Helfer ist von deutscher, englischer, schwedischer und norwegischer Abstammung und hat eine jüngere und zwei ältere Schwestern.
Sie wurde mit 17 Jahren von einem Talentscout der Modebranche in der Besucherschlange vor einem Kino ihrer Heimatstadt entdeckt. 1992 gewann sie in Los Angeles den Ford Supermodel of the World Contest und startete eine Karriere als Model. Sie erschien in Magazinen wie Elle, Vogue und Cosmopolitan und trug auf dem Laufsteg Designs von Modefirmen wie Ralph Lauren, Chanel, Giorgio Armani, Versace, Dolce & Gabbana, Victoria’s Secret und Christian Dior. Nebenbei war sie als Moderatorin für ein kanadisches TV-Modemagazin tätig.
1999 hatte Helfer ihr Debüt als Schauspielerin in einer Episode der Fernsehserie Roswell. 2002 zog sie nach Los Angeles, um eine Filmkarriere in Angriff zu nehmen. Seit 2003 ist Helfer mit dem Rechtsanwalt Jonathan Marshall verheiratet. Sie trat unter anderem in Episoden der Serien Jeremiah – Krieger des Donners, Supernatural und CSI: Vegas auf. Ihren Durchbruch als Schauspielerin hatte sie 2003 als Zylonin „Nummer Sechs“, eine der Hauptrollen in der Science-Fiction-Serie Battlestar Galactica.
Ab Mai 2006 war sie in ihrer Heimat Produzentin und Moderatorin der Castingshow Canada's Next Top Model. Nach der erfolgreichen ersten Staffel gab sie die Aufgabe ab, um sich wieder verstärkt ihrer Schauspielkarriere zu widmen. In dem 2007 erschienenen Computerspiel Command & Conquer 3: Tiberium Wars verkörperte sie die Rolle des Generals Kilian Qatar. Ein Jahr später lieh sie in dem Videospiel Spider-Man: Web of Shadows der Marvel-Heldin Black Cat ihre Stimme. Im 2010 veröffentlichten Computerspiel Mass Effect 2 und dessen Nachfolger Mass Effect 3 lieh sie der künstlichen Intelligenz EDI ihre Stimme. In StarCraft II übernahm sie die Sprechrolle für Sarah Kerrigan.
Im Thriller Walk All Over Me – Liebe, Latex, Lösegeld (2007) trat sie an der Seite von Leelee Sobieski auf. Nach dem Ende von Battlestar Galactica hatte Helfer Gastauftritte in verschiedenen Fernsehserien. So war 2008 und 2009 in mehreren Episoden der Fernsehserie Burn Notice als Gegenspielerin der Hauptfigur zu sehen. 2010 spielte sie in der Serie Dark Blue eine FBI-Agentin. In Lucifer spielte sie von 2016 bis 2018 in 35 Episoden die Mutter des titelgebenden Teufels, der auf der Erde Urlaub von der Hölle macht.

## Filmografie (Auswahl)

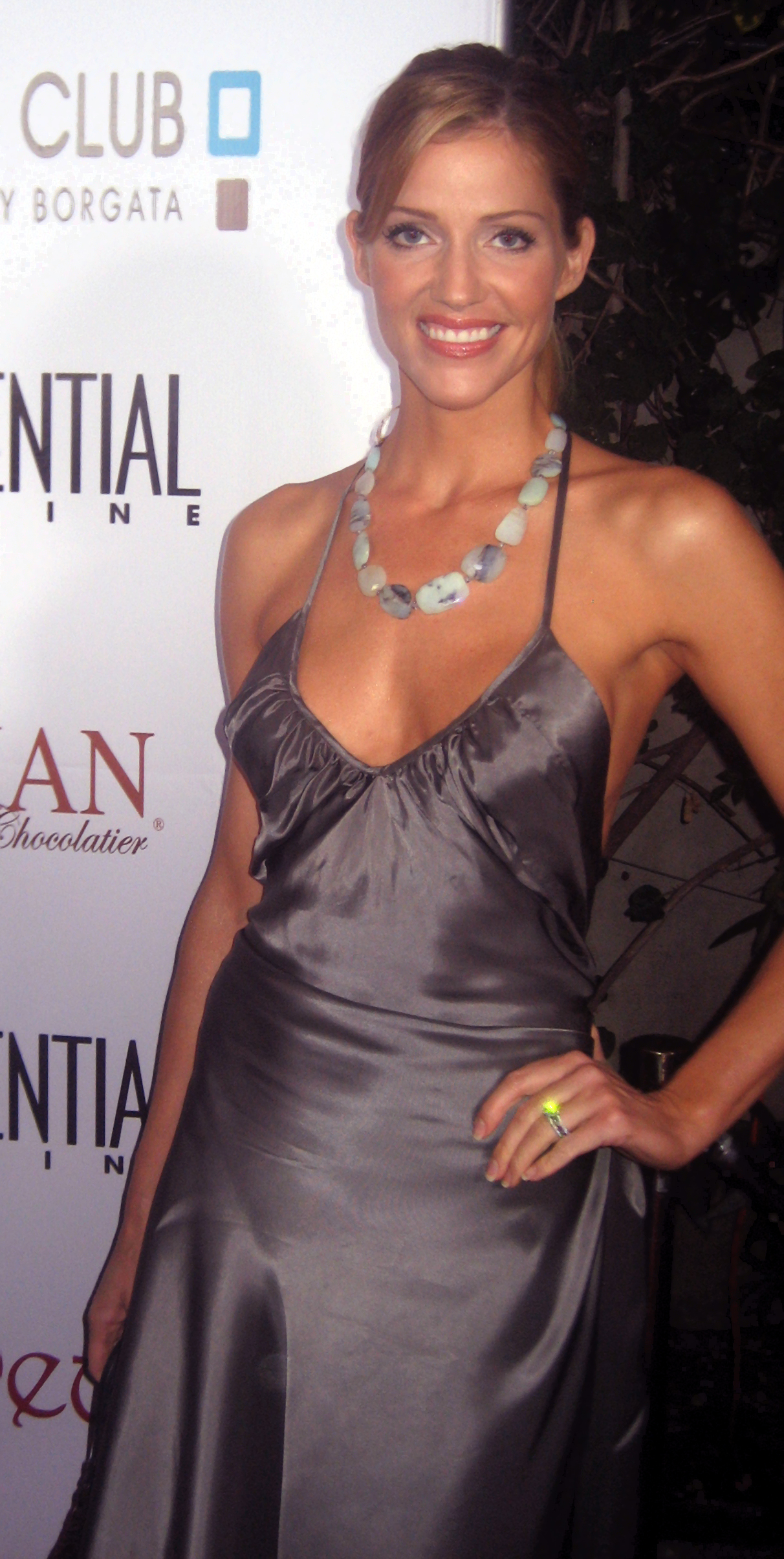
Tricia Helfer (2008)

### Film und Fernsehen
- 2000: Eventual Wife
- 2002: Jeremiah – Krieger des Donners (Jeremiah, Fernsehserie)
- 2003: CSI: Vegas (CSI: Crime Scene Investigation, Fernsehserie)
- 2003–2009: Battlestar Galactica (Fernsehserie)
- 2005: Memory – Wenn Gedanken töten (Memory)
- 2006: The Genius Club
- 2006: Canada’s Next Top Model
- 2007: Supernatural (Fernsehserie, Episode 2x16)
- 2007: Battlestar Galactica: Razor
- 2007: The Spiral – Tödliches Geheimnis (Spiral)
- 2007: Walk All Over Me – Liebe, Latex, Lösegeld (Walk All Over Me)
- 2008–2009: Burn Notice (Fernsehserie)
- 2009: Battlestar Galactica: The Plan
- 2009: Chuck (Fernsehserie)
- 2009: Warehouse 13 (Fernsehserie)
- 2009–2010: Two and a Half Men (Fernsehserie)
- 2010: Open House
- 2010: Human Target (Fernsehserie)
- 2010: Dark Blue (Fernsehserie)
- 2010: Lie to Me (Fernsehserie)
- 2010: A Beginner’s Guide to Endings
- 2011: Bloodwork – Experiment außer Kontrolle (Bloodwork)
- 2011: Franklin & Bash (Fernsehserie, Episode 1x10)
- 2012: The Firm (Fernsehserie)
- 2012: Criminal Minds (Fernsehserie, Episoden 7x23–7x24)
- 2012: Farben der Liebe (The Forger)
- 2013: Community (Fernsehserie)
- 2013: Dangerous Intuition (Fernsehfilm)
- 2013: Finding Christmas (Fernsehfilm)
- 2014: Killer Women (Fernsehserie, 8 Episoden)
- 2014: 37
- 2014: Book of Love – Ein Bestseller zum Verlieben (Authors Anonymous)
- 2014: Ascension (Fernsehserie, Episoden 1x01–1x03)
- 2014: The Quest – Die Serie (The Librarians, Fernsehserie, Episode 1x03)
- 2015: Isolation
- 2015–2016: Suits (Fernsehserie, 3 Episoden)
- 2016: Powers (Fernsehserie, 5 Episoden)
- 2016: Operation Christmas (Fernsehfilm)
- 2016–2018, 2020–2021: Lucifer (Fernsehserie, 37 Episoden)
- 2017: Sonne, Sand und die große Liebe (Sun, Sand & Romance, Fernsehfilm)
- 2017: Bedtime Story (Kurzfilm)
- 2019: S.W.A.T. (Fernsehserie, Episode 2x14)
- 2019: Creepshow (Fernsehserie, Episode 1x04)
- 2019, 2021: Van Helsing (Fernsehserie, 6 Episoden)
- 2021: The Rookie (Fernsehserie, Episode 4x02)
- 2021: Big Shot (Fernsehserie, 1 Episode)
- 2022: Spin Me Round
- 2022: Step Up (Fernsehserie, 10 Episoden)
- 2024: The Great Salish Heist
- 2025: Hello Beautiful

### Computerspiele
- 2007: Command & Conquer 3: Tiberium Wars
- 2008: Spider-Man: Web of Shadows
- 2009: Halo 3: ODST
- 2010: Mass Effect 2
- 2010: StarCraft II: Wings of Liberty
- 2012: Mass Effect 3
- 2013: Starcraft II: Heart of the Swarm
- 2015: StarCraft II: Legacy of the Void
- 2015: Mortal Kombat X